# مارکو سارستو
مارکو سارستو (به انگلیسی: Marko Saaresto)، یکی از اعضای گروه پوئتز آو د فال یا و نیز موسس آن است. او همچنین خواننده و ترانه سرای اصلی این گروه راک فنلاندی است.وی پیش از این که در سال ۲۰۰۲ گروه پوئتز آو د فال را تأسیس کند، به عنوان طراح گرافیک کار می کرد تا این که دوست وی، سم لیک، که نویسندهٔ مجموعه بازی‌های مکس پین نیز هست، نوشتن تک‌آهنگ مکس پین ۲ را به سارستو پیشنهاد کرد.سارستو به همراه اولی توکینین(Olli Tukiainen) گیتاریست،این آهنگ را نوشت و در این راه فردی به نام مارکوس کارلونن(Markus kaarlonen)از رمدی انترتینمنت به آن‌ها کمک کرد.در نهایت این آهنگ با نام خداحافظی دیرهنگام شاعران هبوط را به شهرت رساند.صدای سارستو حالت باس باریتون دارد.

## اوایل زندگی
سارستو در هلسینکی فنلاند متولد شد.وی از اوایل زندگی به موسیقی علاقه‌مند بود. وی چند تا از آهنگ‌هایش را وقتی که نوجوان بود نوشت.تغییر یکی از آهنگ‌های آلبوم نمایش شفق توسط او در سال 1990 و آهنگ شاید فردا روز بهتری باشد
از آلبوم کارناوال زنگ زده پیش از آن در سال 1988 سروده شده‌است. وی تا حدود سن سی سالگی اش به عنوان طراح گرافیک فعالیت می کرد.

## پیشه

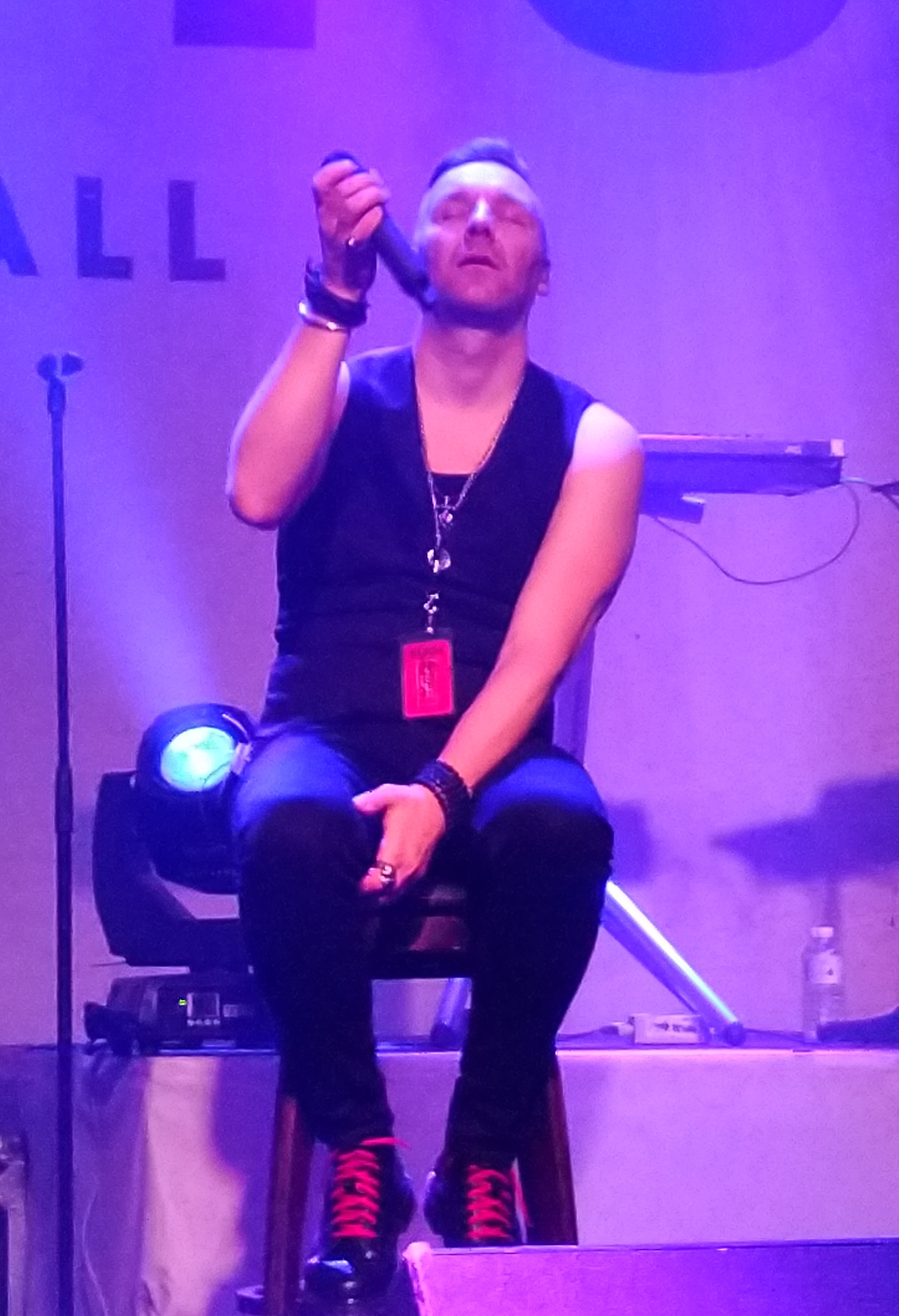
مارکو سارستو در کنسرتی در شهر کراسنودار،روسیه

### آغاز کار
سارستو در سال 2001 بندی را با نام پلی گروند(به انگلیسی: Playground) تشکیل داد و چندین آهنگ در آن گروه نوشت ولی آن‌ها آلبومی را منتشر نکردند.از این رو کار گروه متوقف شد.پس از آن در سال 2002 سم لیک،نویسندهٔ سری بازی‌های مکس پین،به او پیشنهاد داد که از شعری که خود نوشته بود آهنگی برای مکس پین 2 بسازد.مارکو سارستو پیشنهاد وی را قبول کرد و با کمک موسسه توکینین آهنگی را با نام خداحافظی دیرهنگام نوشت. پس از آن، آنان به پیشنهاد لیک این آهنگ را با کمک مارکوس کارلونن (به انگلیسی: Markus Kaarlonen) ضبط کردند که پس از پخش بازی، توجه‌ها را به خود جلب کرد.بسیاری درخواست داشتند که این آهنگ را به صورت مادی دریافت کنند.پس از این اشتیاق، آن‌ها تصمیم گرفتند تا گروهی با نام پوئتز آو د فال تشکیل دهند.

### 2004-2005
خداحافظی دیرهنگام در تاریخ 30 ژوئن 2004 منتشر شد و به مقام چهاردهم جدول موسیقی فنلاند صعود کرد.با حضور اشتیاق مردم، پوئتز آو د فال آهنگ صعود را نوشت و آن را به صورت تک آهنگ در تاریخ 9 سپتامبر 2004 منتشر کرد که در جدول موسیقی به مقام هشتم دست یافت.پس از نوشتن چندین آهنگ دیگر پوئتز آو د فال اولین آلبوم خود را با نام نشانه های زندگی در تاریخ 19 ژانویه 2005 منتشر کرد که پس از یک هفته به مقام اول جدول موسیقی فنلاند دست یافت و تا 50 هفته در جدول باقی ماند.همچنین این آلبوم جایزه ی اما را برای بهترین آلبوم اولیه برنده شد و پوئتز آو د فال نیز برندهٔ جایزهٔ تازه واردان اما شد.آهنگ‌های بمان و خواب و خیال به عنوان پرومو در رادیو پخش می شد.

### 2006-2007
پوئتز آو د فال جایزه ای را در ان آر جی برای پیشرفتشان در اواخر سال 2005 برنده شد.سپس گروه در تاریخ 22 مارس 2006 سومین تک‌آهنگ خود را به نام کارناوال زنگ زده منتشر کرد که به سرعت فروش می رفت و مقام دوم جدول فنلاند را کسب کرد.دومین آلبوم گروه با نام کارناوال زنگ زده در 12 آوریل 2006 منتشر شد که به سرعت به مقام اول جدول موسیقی رسید و تا 26 هفته بعد، جزو چهل آهنگ برتر باقی ماند.این آلبوم نامزد جایزه‌های متعددی شد و آهنگ سال نام گرفت. زندان کردن خورشید و کارناوال زنگ زده دو موزیک ویدئوی این آلبوم هستند که دومی به عنوان 'بهترین موزیک ویدئوی تاریخ فنلاند' مطرح می‌شود.